# ФК Хајдук Мирко Мирковци
ФК Хајдук Мирко Мирковци је фудбалски клуб из винковачког приградског насеља Мирковци. Боје клуба су црвена и бела.

## Историја
Фудбалски клуб Хајдук Мирко Мирковци основан је 1928. године под именом Хајдук под којим делује до 1936. године када мења име у Хајдук Мирко. Највећи успех клуба је наступање у регионалној лиги (1983—1984) када су освојили 9. место, те освајање купа 1989. године. Мирковци су након распада СФРЈ били општина у Републици Српској Крајини, те се клуб у то време такмичио у првенству Републике Српске Крајине. Од 1997. године клуб бива укључен у хрватска фудбалска такмичења. Од 1997. до 2002. такмичио су се у Другој жупанијској ногометној лиги Вуковарско-сријемске жупаније (6. степен такмичења), а након тога у 3. ЖНЛ ВС, коју је освојио у сезони 2007/08. Од тада се поново такмичи у 2. Жупанијској лиги.
Услед постојања два фудбалска клуба и мултиетничности у Мирковцима, ФК Хајдук Мирко представља „српски“ клуб, док је Хрватски Сокол „хрватски“ клуб.

## Извори и спољашње везе
- Спорт у Винковцима, списак клубова Архивирано на веб-сајту  (7. децембар 2013)